# Chlorogomphus kimminsi
Chlorogomphus kimminsi är en trollsländeart som beskrevs av Fraser 1940. Chlorogomphus kimminsi ingår i släktet Chlorogomphus och familjen kungstrollsländor. Inga underarter finns listade i Catalogue of Life.